# Artikel 1 van de Grondwet van de Verenigde Staten
Artikel I van de grondwet van de Verenigde Staten creëert de wetgevende macht van de overheid, het Congres, waaronder de Senaat en het Huis van Afgevaardigden vallen. Het artikel regelt hoe de vertegenwoordigers gekozen worden en aan welke eisen zij moeten voldoen, en welke macht het congres heeft.
Het eerste artikel is het langste van de zeven hoofdcomponenten van de Amerikaanse grondwet, en het was het enige artikel dat clausules had die volgens een constitutioneel verbod tot 1808 niet gewijzigd konden worden. De clausules in kwestie verboden het congres de slavernij af te schaffen en de vertegenwoordiging van een staat te verminderen zonder toestemming van die deelstaat.
Sectie 5, clausule 2 bepaalt onder meer "Each House may determine the Rules of its Proceedings" (de Senaat en het Huis van Afgevaardigden kunnen elk hun eigen regels vaststellen).